# Weerschijnzwamdwergelfenbankje
Het weerschijnzwamdwergelfenbankje (Antrodiella faginea) is een schimmel behorend tot de familie Steccherinaceae. Over het voorkomen van het valt nog weinig te zeggen maar het lijkt erop dat de soort vooral te verwachten is in vochtige bosjes met els, berk en mogelijk ook wilg.

## Kenmerken
Het weerschijnzwamdwergelfenbankje heeft breed ellipsoïde sporen (ca. 2,5-4 × 2-2,5 µm). In het veld is deze soort niet met zekerheid te onderscheiden hoewel dunne ronde hoedjes (max. 20 × 20 mm) vooral bij het weerschijnzwammen voorkomen.

## Ecologie
Uit de literatuur is bekend dat deze soort is geassocieerd met weerschijnzwammen (Mensularia) en vuurzwammen (met name de bruinzwarte vuurzwam (Phellinus conchatus) en de vlakke vuurzwam (Fomitoporia punctata)). De aard van de relatie is niet bekend maar het ligt voor de hand dat het weerschijnzwamdwergelfenbankje afhankelijk is van het mycelium van genoemde zwammen of van de houtvertering door deze soorten die vaak plaatsvindt in een vroeg stadium van de houtafbraak.

## Verspreiding
In Nederland komt het weerschijnzwamdwergelfenbankje zeldzaam voor. Het is in 2015 voor 't eerst in Nederland vastgesteld. Daarvoor werden waarnemingen van deze soort vermoedelijk veelvuldig aangeduid als het wit dwergelfenbankje (A. semisupina). De vondst werd gedaan in een moerasbosje bij Leusden van vooral els en berk. Het substraat betrof al enigszins verteerde stammetjes van genoemde boomsoorten. Een eerdere vondst (oorspronkelijk niet als zodanig gemeld) werd gedaan in 2012 in een drassig bos in de Weerribben; deze vondst werd gedaan op een Elzenweerschijnzwam (Mensularia radiata) groeiend op een berkenstammetje. Andere vondsten zijn gedaan op els, berk en haagbeuk.